# Kościół episkopalny
Kościół episkopalny – w szerszym znaczeniu wspólnota chrześcijańska, w której władza spoczywa w rękach biskupów (episkopatu); Kościół hierarchiczny. Taka definicja obejmuje także Kościół katolicki i Cerkiew prawosławną, które są Kościołami hierarchicznymi. 
Najczęściej jednak termin ten oznacza niektóre kościoły wchodzące w skład wspólnoty anglikańskiej:
- Kościół Episkopalny w Stanach Zjednoczonych
- Szkocki Kościół Episkopalny
- Kościół Episkopalny w Jerozolimie i na Bliskim Wschodzie(inne języki)
- Kościół Episkopalny Kuby(inne języki)
- Kościół Episkopalny Sudanu(inne języki)
- Reformowany Hiszpański Kościół Episkopalny(inne języki)

Kościołom tym można przeciwstawić purytan i inne grupy wywodzące się z tzw. Niskiego Kościoła (Low Church). Nie uznają one hierarchizacji członków wspólnoty.